# Platt Fields Park
Platt Fields Park és un dels parcs urbans més grans de Manchester (Anglaterra).

## Descripció
Situat al barri de Fallowfield, al centre de la ciutat, Platt Fields Park conté un característic estany central (de 24.0000 metres quadrats) on es practiquen activitats de lleure com la pesca o el rem recreatiu, nombrosos jardins d'entre els quals cal destacar-ne un dedicat a Shakespeare, un laberint i una zona de picnic, pistes i camps per practicar esports com el bàsquet, tennis, futbol o skateboard, com també un edifici catalogat, Platt Hall, molt lligat a la història del parc i que actualment serveix de Museu del Vestit de Manchester, amb una col·lecció de més de 20.000 peces de roba.

## Història
La primera referència coneguda d'aquesta zona data del 1150, quan "Matthew, Fill de William" va cedir els "terrenys de Platt" als cavallers de Sant Joan (una orde catòlica coneguda com l'Orde de Malta). La família Platt, que dona nom a la denominació actual del parc, va obtenir la finca el 1225, i va mantenir-ne la propietat durant els següents quatre-cents anys. El 1625 canviaria de mans, ja que va passar a una altra família, la Worsley, que, al seu temps, en seria la propietària durant gairebé tres-cents anys, fins al 1907. Entremig, el 1768, se sap que el jardiner i paisatgista anglès William Emes va treballar en el disseny de la zona.
A principis del segle XX la finca, que fins aleshores havia estat simplement un camp amb una mansió, a poc a poc va ser engullida pel creixement de la ciutat, fet que va portar a la propietària de l'època, Elizabeth Tindal-Carill-Worsley, a posar-la al mercat el 1907. Davant del perill que s'enderroqués Platt Hall i que s'edifiqués en aquesta zona verda, un veí, William Royle, va impulsar una campanya per tal que l'ajuntament adquirís els terrenys. Royle va convèncer l'alcalde perquè convoqués una reunió pública sobre l'assumpte, en la qual es va decidir que l'ajuntament compraria la finca per convertir-la en un parc municipal. L'operació es va fer el 1908 per un cost de 59.975 lliures esterlines.
Aprofitant els alts índexs d'atur que hi va haver durant l'hivern de 1908-1909, més de set-cents homes van treballar en l'arranjament del parc, plantant arbustos i construint el característic llac amb una illa central que encara hi ha. El parc, anomenat ja Platt Fields, va ser oficialment inaugurat el 7 de maig del 1910 per l'alcalde de Manchester, Sir Charles Behrens.
El 1990, veïns de la zona van fundar l'associació Friends of Platt Fields, per a promoure la vida del parc i millorar-ne l'entorn.